# Liste des récompenses et nominations de Bob l'éponge
Cet article répertorie la liste des récompenses et nominations de la série d'animation américaine Bob l'éponge.

## Liste des distinctions pour la sérieBob l'éponge

### Annie Awards

#### Récompenses
- Années 2005 :
  - Meilleure production télévisuelle animée : Bob l'éponge[1]
- Années 2006 :
  - Meilleur scénario dans une production télévisuelle animée : C.H. Greenblatt, Paul Tibbitt, Mike Bell et Tim Hill[2]
- Années 2010 :
  - Meilleure interprétation vocale dans une production télévisuelle : Tom Kenny pour la voix de Bob l'éponge[3]
- Années 2011 :
  - Meilleure production télévisuelle animée pour enfants : Bob l'éponge[4]
  - Musique dans une production télévisuelle : Jeremy Wakefield, Sage Guyton, Nick Carr et Tuck Tucker[4]
- Années 2013 :
  - Animation de personnages dans une télévision animée ou une autre production audiovisuelle : Dan Driscoll

#### Nominations
- Années 2001 :
  - Réalisation individuelle exceptionnelle pour le doublage d'une artiste féminine dans une production télévisuelle animée : Mary Jo Catlett pour la voix de Mme Puff[5]
  - Réalisation individuelle exceptionnelle pour le doublage d'un artiste masculin dans une production télévisuelle animée : Tom Kenny pour la voix de Bob l'éponge[5]
  - Réalisation individuelle exceptionnelle pour une chanson dans une production animée : Peter Straus et Paul Tibbitt[5]
- Années 2008 :
  - Meilleure interprétation vocale dans une production télévisuelle animée : Tom Kenny pour la voix de Bob l'éponge[6]
- Années 2009 :
  - Réalisation dans une production télévisuelle animée ou courte : Alan Smart[7]
- Années 2010 :
  - Meilleure production télévisuelle animée pour enfants : Bob l'éponge[3]
  - Meilleure production de divertissement à domicile : Le DVD SpongeBob vs. The Big One[3]
- Années 2012 :
  - Scénario dans une production télévisuelle : Dani Michaeli, Sean Charmatz, Nate Cash, Luke Brookshier et Paul Tibbitt[8]
- Années 2013 :
  - Meilleure production télévisuelle animée pour enfants : Bob l'éponge[9]
  - Animation de personnages dans une télévision animée ou une autre production audiovisuelle : Savelen Forrest[9]
  - Réalisation dans une télévision animée ou autre production audiovisuelle : Mark Caballero et Seamus Walsh[9]
- Années 2020 :
  - Meilleure production spéciale animée : Bob l'éponge : le grand anniversaire

### British Academy Children's Awards

#### Récompenses
- Années 2007 :
  - Catégorie internationale : Stephen Hillenburg et Alan Smart[10],[11]
- Années 2012 :
  - Catégorie internationale : Paul Tibbitt, Casey Alexander et Zeus Cervas[12],[13],[14]
- Années 2017 :
  - Catégorie internationale : Bob l'éponge[15]
- Années 2018 :
  - Catégorie internationale : Stephen Hillenburg, Vincent Waller et Marc Ceccarelli[16]

#### Nominations
- Années 2009 :
  - Vote des enfants - Télévision : Bob l'éponge[17],[18]
- Années 2010 :
  - Catégorie internationale : Les équipes de productions[19],[20]
- Années 2014 :
  - Catégorie internationale : Marc Ceccarelli, Luke Brookshier et Vincent Waller[21]
- Années 2016 :
  - Catégorie internationale : Bob l'éponge[22]

### Primetime Emmy Awards

#### Nominations
- Années 2002 :
  - Programme pour enfants exceptionnel : Stephen Hillenburg[23]
- Années 2003 :
  - Programme d'animation exceptionnel (pour la programmation de moins d'une heure) : Sean Dempsey, Derek Drymon, Juli Murphy Hashiguchi, Sam Henderson, Stephen Hillenburg, Jay Lender, Mark O'Hare, Kent Osborne, Alan Smart, Paul Tibbitt et Tom Yasumi[24]
- Années 2004 :
  - Programme d'animation exceptionnel (pour la programmation de moins d'une heure) : Derek Drymon, Juli Murphy Hashiguchi, Stephen Hillenburg, Kent Osborne, Andrew Overtoom, Alan Smart, Paul Tibbitt[25]
- Années 2005 :
  - Programme d'animation exceptionnel (pour la programmation de moins d'une heure) : Mike Bell, C.H. Greenblatt, Stephen Hillenburg, Alan Smart, Paul Tibbitt, Vincent Waller et Tom Yasumi[23],[26]
- Années 2007 :
  - Programme d'animation exceptionnel (pour la programmation de moins d'une heure) : Casey Alexander, Luke Brookshier, Stephen Hillenburg, Tom King, Dani Michaeli, Chris Mitchell, Andrew Overtoom, Alan Smart, Paul Tibbitt et Tom Yasumi[23],[27]
- Années 2008 :
  - Programme d'animation exceptionnel (pour la programmation de moins d'une heure) : Steven Banks, Charlie Bean, Stephen Hillenburg, Dani Michaeli, Chris Reccardi, Alan Smart, Aaron Springer, Paul Tibbit et Tom Yasumi[23],[28]
- Années 2009 : 
  - Classe spéciale exceptionnelle - Programmes d'animation courts : Dina Buteyn, Stephen Hillenburg, Dani Michaeli, Alan Smart, Aaron Springer, Paul Tibbitt et Tom Yasumi[23],[29]
- Années 2011 :
  - Programme d'animation court-métrage exceptionnel : Luke Brookshier, Dina Buteyn, Nate Cash, Stephen Hillenburg, Mr. Lawrence, Andrew Overtoom, Alan Smart et Paul Tibbit[23],[30]
- Années 2016 :
  - Programme d'animation court-métrage exceptionnel : Luke Brookshier, Dina Buteyn, Nate Cash, Stephen Hillenburg, Mr. Lawrence, Andrew Overtoom, Alan Smart et Paul Tibbit[23],[31]

### Daytime Emmy Awards

#### Récompenses
- Années 2010 :
  - Programme d'animation de classe spéciale exceptionnel : Dina Buteyn, Stephen Hillenburg et Paul Tibbitt[32]
- Années 2014 :
  - Montage sonore exceptionnel - Animation : Devon Bowman, Nicolas Carr, Mishelle Fordham, Jeff Hutchins, Aran Tanchum et Vincent Guisetti
- Années 2018 :
  - Série d'animation exceptionnelle pour enfants : Stephen Hillenburg, Marc Ceccarelli, Vincent Waller et Jennie Monica
  - Interprète exceptionnel dans un programme animé : Tom Kenny pour la voix de Bob l'éponge

#### Nominations
- Années 2010 :
  - Réalisation exceptionnelle dans un programme animé : Andrew Overtoom, Andrea Romano, Alan Smart et Tom Yasumi[32]
- Années 2012 :
  - Programme d'animation pour enfants exceptionnel : Stephen Hillenburg, Jennie Monica Hammond et Paul Tibbitt[33]
  - Réalisation exceptionnelle dans un programme animé : Casey Alexander, Luke Brookshier, Nate Cash, Zeus Cervas, Sean Charmatz, Andrew Overtoom, Andrea Romano, Alan Smart, Aaron Springer, Paul Tibbitt,  Vincent Waller et Tom Yasumi[33]
  - Interprète exceptionnel dans un programme animé : Rodger Bumpass pour la voix de Carlo Tentacule[33]
  - Montage sonore exceptionnel - Animation : Todd Brodie, Nick Carr, Mishelle Fordham, Chris Gresham, Matt Hall, Jeffrey Hutchins, James Lifton, Paulette Lifton, D.J. Lynch, Aran Tanchum et Kimberlee Vanek[33]
- Années 2013 :
  - Montage sonore exceptionnel - Animation : Mishelle Fordham, Vincent Guisetti, Jeffrey Hutchins, James Lifton, Paulette Lifton, D.J. Lynch, Wes Otis, Monique Reymond et Aran Tanchum

### Golden Reel Awards

#### Récompenses
- Années 2000 :
  - Meilleur montage sonore en animation télévisuelle - Musique : Stephen Hillenburg, Donna Castricone, Nicholas R. Jennings, Alan Smart, Peter Burns, Mr. Lawrence, Derek Drymon, Alex Gordon, Donna Grillo, Jennie Monica, Krandal Crews, Jim Leber, Justin Brinsfield, Tony Ostyn et Nicolas Carr[34]
  - Meilleur montage sonore en animation télévisuelle - Son : Nicolas Carr[34]
- Années 2001 :
  - Meilleur montage sonore en animation télévisuelle - Son : Andrea Anderson, Jimmy Lifton, Monette Holderer, D.J. Lynch, Vincent Gutisetti, Jeff Hutchins et Gabriel Rosas[35]
- Années 2002 :
  - Meilleur montage sonore à la télévision - Animation : Timothy J. Borquez, Jeff Hutchins et Daisuke Sawa[36]
- Années 2003 :
  - Meilleur montage sonore en animation télévisuelle : Jimmy Lifton, Jeff Hutchins, Tony Ostyn et Chris Gresham[37]
  - Meilleur montage sonore en animation télévisuelle - Musique : Nicolas Carr[37]
- Années 2004 :
  - Meilleur montage sonore en animation télévisuelle - Musique : Nicolas Carr[38]
- Années 2008 :
  - Meilleur montage sonore à la télévision - Animation : Nicolas Carr, Mishelle Fordham, Monette Becktold, Jeff Hutchins, Timothy J. Borquez, Tom Syslo, Jason Stiff, Tony Orozco et Kimberlee Vanek[39]

#### Nominations
- Années 2001 :
  - Meilleur montage sonore en animation télévisuelle - Musique : Nicolas Carr[35]
- Années 2002 :
  - Meilleur montage sonore en animation télévisuelle - Musique : Nicolas Carr[36]
- Années 2004 :
  - Meilleur montage sonore en animation télévisuelle - Musique : Jimmy Lifton, D.J. Lynch, Jeff Hutchins, Tony Ostyn et Paulette Lifton[38]
- Années 2005 :
  - Meilleur montage sonore à la télévision - Animation : Jimmy Lifton, Nicolas Carr, D.J. Lynch, Jeff Hutchins, Tony Ostyn, Chris Gresham et Paulette Lifton[40]
- Années 2006 :
  - Meilleur montage sonore à la télévision - Animation : Vincent Gutisetti, Jimmy Lifton, Nicolas Carr, Monique Reymond, D.J. Lynch, Mark Howlett, Jeff Hutchins, Aran Tanchum, Mishelle Smith et Paulette Lifton[41]
- Années 2009 :
  - Meilleur montage sonore - Animation télévisée : Chino Oyamada Carr, Nicolas Carr, Mishelle Fordham, Daisuke Sawa, Monette Becktold, Jeff Hutchins, Timothy J. Borquez, Tom Syslo, Eric Freeman, Dan Cubert, Lawrence Reyes, Jason Stiff, Tony Orozco et Kimberlee Vanek[42]
- Années 2010 :
  - Meilleur montage sonore - Animation télévisée : Chino Oyamada Carr, Nicolas Carr, Mishelle Fordham, Monette Becktold, Jeff Hutchins, Timothy J. Borquez, Eric Freeman, Tom Syslo, Keith Dickens, Jason Stiff, Sergio Silva, Tony Orozco et Kimberlee Vanek[43]
- Années 2013 :
  - Meilleur montage sonore - Effets sonores, bruitage, dialogue et animation ADR à la télévision : Devon Bowman, Justin Brinsfield, Nicolas Carr, Andrea Anderson, Mishelle Fordham, Monette Becktold, Jeff Hutchins, Eric Freeman, Tony Orozco, Danny Tchibinda, Mishelle Fordham, Monette Becktold, Jeff Hutchins, Timothy J. Borquez, Tom Syslo, Eric Freeman, Bobby Crew, Keith Dickens, Gabriel Rossas et Tony Orozco[44],[45]

### Kids' Choice Awards

#### Récompenses
- Années 2003 :
  - Dessin anime préféré : Bob l'éponge[46]
- Années 2004 :
  - Dessin anime préféré : Bob l'éponge[47]
- Années 2005 :
  - Dessin anime préféré : Bob l'éponge[48]
- Années 2006 :
  - Dessin anime préféré : Bob l'éponge[49]
- Années 2007 :
  - Dessin anime préféré : Bob l'éponge[50]
- Années 2009 :
  - Dessin anime préféré : Bob l'éponge[51]
- Années 2010 :
  - Dessin anime préféré : Bob l'éponge[52]
- Années 2011 :
  - Dessin anime préféré : Bob l'éponge[53]
- Années 2012 :
  - Dessin anime préféré : Bob l'éponge[54]
- Années 2013 :
  - Dessin anime préféré : Bob l'éponge[55]
- Années 2014 :
  - Meilleure personnage de la série préféré : Patrick l'étoile de mer[56]
  - Dessin anime préféré : Bob l'éponge[56]
- Années 2015 :
  - Dessin anime préféré : Bob l'éponge[57]
- Années 2016 :
  - Dessin anime préféré : Bob l'éponge
- Années 2017 :
  - Dessin anime préféré : Bob l'éponge
- Années 2018 :
  - Dessin anime préféré : Bob l'éponge[58]
- Années 2019 :
  - Dessin anime préféré : Bob l'éponge[59]
- Années 2020 :
  - Dessin animé préféré (en cours) : Bob l'éponge

#### Nominations
- Années 2008 :
  - Dessin animé préféré : Bob l'éponge[60]

## Liste des distinctions pour les films deBob l'éponge

### Récompenses et nominations pourBob l'éponge, le film
- Annie Awards 2005 :
  - Nomination du meilleur film d'animation : Bob l'éponge, le film[61]
  - Nomination du meilleur réalisateur d'un long métrage d'animation : Stephen Hillenburg[61]
  - Nomination de la meilleure musique dans un long métrage d'animation : Gregor Narholz[61]
- ASCAP Film and Television Music Awards 2005 :
  - Récompense des musiques des films ayant eu les meilleurs résultats au box-office : Gregor Narholz
- Australian Kids' Choice Awards 2005 :
  - Récompenses du film d'animation préféré : Bob l'éponge, le film[62],[63]
- Golden Satellite Awards 2005 :
  - Nomination meilleur film d'animation ou multimédia : Bob l'éponge, le film
- Golden Trailer Awards 2005 :
  - Nomination du meilleur film d'animation familial : Bob l'éponge, le film[64]
  - Nomination du film le plus original : Bob l'éponge, le film[64]
- MTV Russia Movie Awards 2005 :
  - Nomination du meilleur film d'animation : Bob l'éponge, le film[65]
- People's Choice Awards 2005 :
  - Nomination du film d'animation préféré : Bob l'éponge, le film[66]
- Young Artist Awards 2005 :
  - Nomination du meilleur long métrage d'animation familial : Bob l'éponge, le film[67]

### Récompenses et nominations pourBob l'éponge, le film: Un héros sors de l'eau
- Kids' Choice Awards 2015 :
  - Nomination du meilleur film d'animation : Bob l'éponge, le film : Un héros sors de l'eau[68]
- Mexico Kids' Choice Awards 2015 :
  - Nomination du film d'animation préféré : Bob l'éponge, le film : Un héros sors de l'eau[69]
- British Academy Children's Awards 2015 :
  - Nomination du meilleure long métrage d'animation : Bob l'éponge, le film : Un héros sors de l'eau[70]
- Annie Awards 2015 :
  - Nomination des meilleurs effets animés dans une production animée : Brice Mallier, Paul Buckley, Brent Droog, Alex Whyte et Jonothan Freisler[71]
  - Nomination du meilleur jeu de voix dans une fonction animée : Tom Kenny[71]